# Monsanto (Alcanena)
Monsanto es una freguesia portuguesa del concelho de Alcanena, con 18,40 km² de área y 931 habitantes (2001). Densidad de población: 50,6 hab/km².